# 스즈키 히로시 (수영 선수)
스즈키 히로시(일본어: 鈴木 弘, すずき ひろし, 1933년 9월 18일~)는 일본의 수영 선수이다. 1952년 하계 올림픽에서 은메달 2개를 획득했다.

## 경력
아이치현에서 태어났다. 1952년 핀란드 헬싱키에서 열린 1952년 하계 올림픽에서 일본 국가대표 선수로 활약했고, 100m 자유형에서 미국의 클라크 스콜스의 뒤를 이어 은메달을 획득했다. 또한 400m 자유형 계영에서도 일본 대표팀의 일원으로 은메달을 획득했다.
이후 1954년 필리핀 마닐라에서 열린 1954년 아시안 게임 100m 자유형에서 다니카와 데이지로와 싱가포르의 네오 치위콕을 누르고 금메달을 획득했다. 같은 대회 400m 자유형 계영에서도 일본 대표팀의 일원으로 은메달을 획득했다.
1956년에는 오스트레일리아 멜버른에서 열린 1956년 하계 올림픽에 참가하였으며, 100m 자유형 준결승에서 5위를 기록하여 결선 진출에 실패했다. 400m 자유형 계영에서는 4위를 기록했다.
은퇴 후에는 닛토 상사에 입사하여 전무까지 승진했다.  